# Ordinarius (Kirche)
Ein Ordinarius (von lateinisch ordinarius ‚ordnungsgemäß, ordentlich‘) ist in der römisch-katholischen Kirche ein Kleriker, der kraft seines Amtes ordentliche, d. h. mit dem Amt verbundene Jurisdiktionsgewalt besitzt. Diese Vollmacht, die im geltenden Kirchenrecht Leitungsgewalt (potestas regiminis) genannt wird (can. 129 CIC), umfasst üblicherweise die gesetzgebende, richterliche und ausführende Gewalt. Bei den Stellvertretern ist sie auf die ausführende Gewalt beschränkt. Ein Ordinarius, dessen Leitungsgewalt sich auf ein bestimmtes Gebiet, eine Ortskirche, bezieht, wird Ortsordinarius genannt. Dem Ordinarius bzw. Ortsordinarius im CIC entspricht in der Ostkirche der Ausdruck Hierarch bzw. Ortshierarch (c. 984 CCEO).
In der Lateinischen Kirche zählen nach 134  CIC zu den mit allgemeiner ausführender Gewalt ausgestatteten Ortsordinarien neben dem Papst die Diözesanbischöfe und andere Vorsteher einer Partikularkirche oder einer gleichgestellten Gemeinschaft sowie diejenigen, die in diesen allgemeine ordentliche ausführende Gewalt besitzen (General- und Bischofsvikare). Die höheren Oberen klerikaler Ordensinstitute päpstlichen Rechts und klerikaler Gesellschaften des apostolischen Lebens päpstlichen Rechts, welche ordentliche ausführende Gewalt besitzen, sind Ordinarien für die Mitglieder der jeweiligen Gemeinschaft.
Die Behörde eines Ordinarius, insbesondere eines Ortsordinarius, wird Ordinariat genannt.